# Art Chartrons Bordeaux
Le projet « SoArt... SoChartrons! Bordeaux » est né au cours de l’année 2007 à la suite d'une réflexion de galeristes souhaitant ouvrir leur lieu d’exposition sur une soirée commune, dans le but de créer un événement spécifique. Le concept consiste à rassembler et à faire circuler le public dans le quartier historique des Chartrons connu jusqu’alors pour ses Antiquaires et permettre ainsi la découverte de galeries d’art contemporain[réf. nécessaire].

## Éditions

### 1reéditionautomne 2007
Participants 1re édition :
Galerie Adama - Galerie Ilka Bree - LanouvelleGalerie - Galerie Suty - Annexe - Galerie Camille Dubourg - L'Appart 113 - Galerie MLS - Galerie Olala - Le Sélénite - Le Hangar en bois.

### 2eéditionprintemps 2008
SoArt SoChartrons devient Art Chartrons pour sa deuxième édition à la suite du départ de l'une des galeristes. 
Les lieux artistiques présents : Galerie Adama / La Rose des Sables / Galerie Suty / Le Hangar en bois / Annexe / L’appart 113 / Galerie Camille Dubourg / Galerie MLS / Le Sélénite / La Salle à Manger des Chartrons / L’association Antigone.
Le parcours du printemps 2008 s'est terminé par une conférence le dimanche 18 mai animée par Maurice Obadia et Camille Dubourg suivie d’une vente aux enchères à Annexe sous la direction de Maître Toledano Commissaire Priseur.

### 3eéditionautomne 2008
La troisième édition d'Art Chartrons s'est tenue les 27, 28, 29 et 30 novembre 2008.
Les lieux artistiques présents : 
Annexe | MC2a / Porte 44 | Atelier Max Ducos | Atelier Conan | 98 quai des Chartrons | L’Appart 113 | Galerie MLS | A…5 | Atelier 18| Le Hangar en Bois.

### 4eéditionprintemps 2009
La quatrième édition d'Art Chartrons, le Parcours de l'Art Contemporain à Bordeaux s'est tenue avec dix-neuf lieux différents du 4 au 7 juin 2009.